# Kola

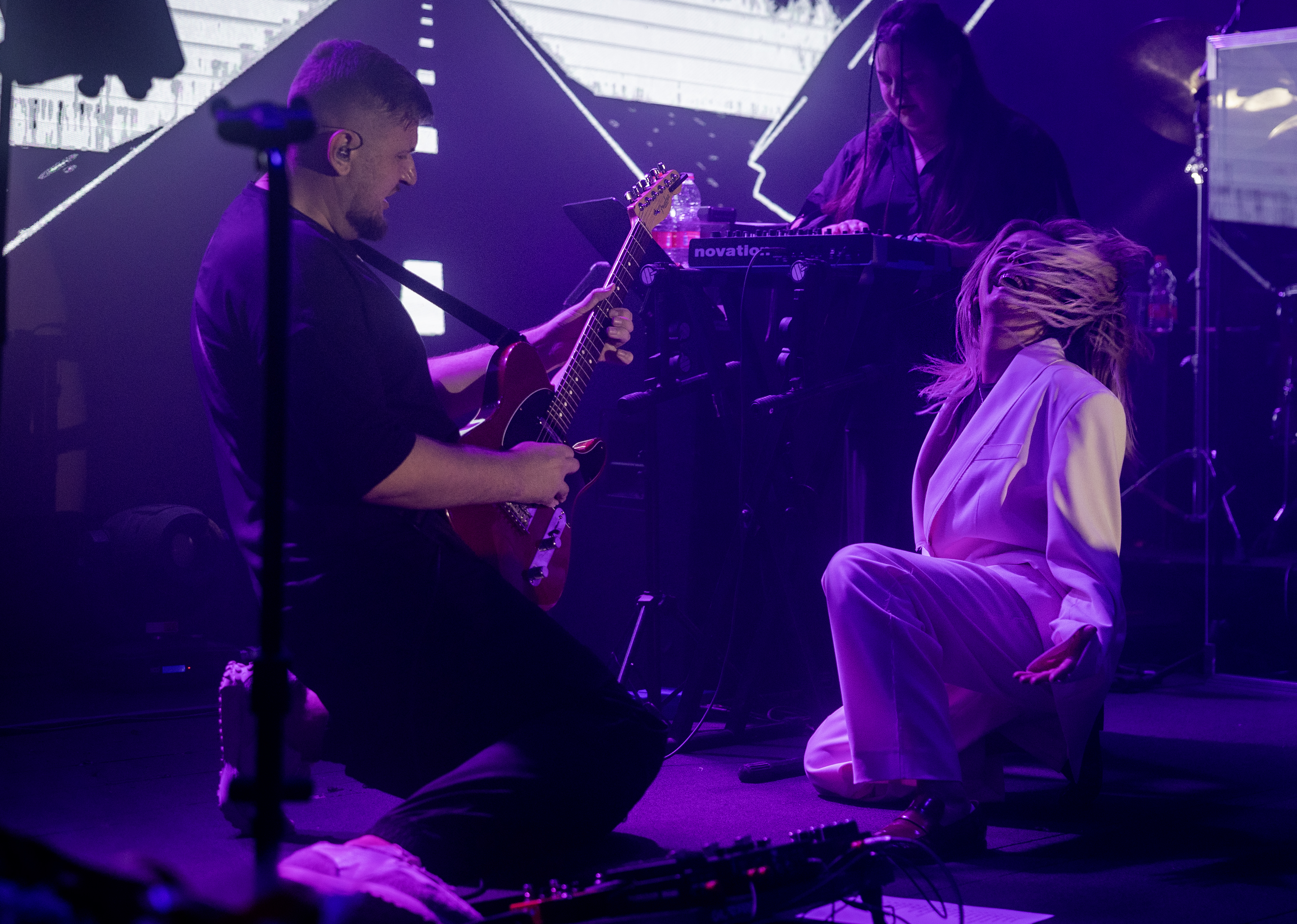
KOLA (Анастасия Прудиус) на выступлении в Израиле. 2024

Kola (настоящее имя — Анастасия Олеговна Прудиус; род. 19 октября 1992, Харьков) — украинская певица, автор и исполнительница собственных песен. Участница талантшоу «Голос країни» (2016, 2021), национального отбора песенного конкурса «Евровидение 2017».
Саунд-продюсером певицы является Иван Клименко, с которым певица пишет песни, а также она самостоятельно сочиняет песни.

## Личная жизнь
Была замужем за гитаристом и вокалистом групп «Never Believe Twice» и «CherryBlazer» и будущим финалистом гипершоу Маска и шоу Голос страны Ярославом Кайдой с 2013 года до момента ее переезда в Киев. Повторно вышла замуж в 2024г.

## Творчество
Певица KOLA: "Я вижу, как моя музыка укрепляет дух людей"  на YouTube// Телеканал ДОМ. - 2022. - 3 октября.
	KOLA об стыде из-за участия в «Новой Волне», работы с ENKO и запрете возвращения на Нацотбор  на YouTube// Музвар. - 2022. - 7 июля.
	KOLA: история жизни, неудачный концерт на Евровидении и немного о сосбисте  на YouTube// ЖВЛ. - 2022.
Спела в два года, а музыкой занимается из семи).
Училась игре на электрогитаре).
В 2016 году стала участницей талантшоу «Голос країни», попала в команду Потапа. Клип с выступлением Анастасии получил более двух миллионов просмотров по состоянию на 28 октября 2022 года. Впоследствии она выбыла на этапе нокаутов).
Была самостоятельной певицей с участием в ансамбле в течение четырех сезонов телепроекта «Танцы со звездами».
В 2021 году снова выступила на «Голосе страны»).
В 2022 году клип на песню «Вместе ли» собрал более 5 миллионов просмотров и попал в тренды YouTube и уверенно держал второе место летом в чарте топ-100 Apple Music в Украине). В этом же году KOLA заявила, что сожалеет об участии в российском фестивале «Новая волна».

## Клипография
- «Смородина» (2023, совместно с Yaktak)
- «Люди» (2023, совместно с MamaRika)
- «Голос» (2022)[9]
- «Ноябрь» (2022)[10]
- «Донцы» (2022, совместно с Vyshebaba)
- «У сердца» (2022)[11]
- «Дождусь» (2022)[11][12]
- «Или вместе?» (2022)
- «Имею» (2022)
- «Парасоли» (2022)
- «Украина — мы сила» (2022)
- «Первая любовь» (2022)
- «Карнизы» (2022), совместно с DOVI[13]
- «Маленькая девочка» (2022, соавтор Skofka)[2])
- «Ба» (2021, соавтор Skofka)[14]
- «Просьба гостя» (2021)
- «Синхрофазатрон» (2020)
- «Зомби» (2018)[2])

## Награды
| Год  | Премия | Номинация                  | Результат | Примечания           | Источник |
| ---- | ------ | -------------------------- | --------- | -------------------- | -------- |
| 2023 | YUNA   | Песня несокрушимой Украини | Победа    | Песня «Возле сердца» | [ 15 ]   |
| 2024 | YUNA   | Лучшая исполнительница     | Победа    |                      | [ 16 ]   |
| 2025 | YUNA   | Лучшая исполнительница     | Победа    |                      |          |